# Luís Barba Alardo de Menezes
Luís Barba Alardo de Menezes foi um administrador colonial português e governador da Capitania do Ceará de 1808 a 1811.
Filho de Gonçalo Barba Correa de Pina e Lemos, era fidalgo da Casa Real, Cavaleiro da Ordem de Cristo e tenente do Regimento de Cavalaria de Castelo Branco, além de alcaide-mor de Leiria, senhor do Morgado da Romeira e do Matrina em Thomar e mestre de campo de auxiliares de Leiria. Casou-se a 26 de julho de 1751 com D. Ana Joaquina Lourença de Carvalho Camões e Menezes.
Algumas das informações sobre a capital da colónia do Siará Grande, à época do governador Barba Alardo, são as que estão descritas pelo historiador Henry Koster, ao escrever o livro Travels in Brazil, publicado em Londres em 1916 e traduzido por Luís da Câmara Cascudo, em 1942, com o título Viagens ao Nordeste do Brasil. Koster demorou em Fortaleza de 16 de dezembro de 1810 a 8 de janeiro de 1811.
O governador ordenou levantamento de uma planta hidrográfica da enseada do Ceará, pelo capitão de fragata Francisco António Marques, em 1810.
A 25 de abril de 1811 foi enviado para administrar a capitania do Rio-Grande.
A 6 de fevereiro de 1818 foi graduado com a patente de brigadeiro do exército.